# الفرد الأبيض

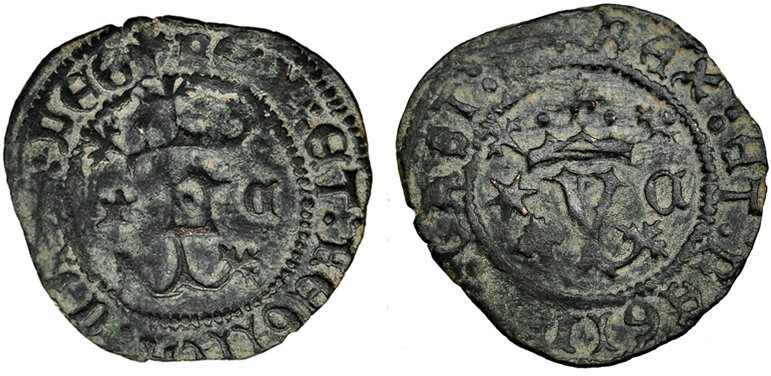
الفرد الأبيض عملة الملوك الكاثوليك.

الفرد الأبيض والجمع الفرود البيض: اسم قديم لعملة من النقد كان الأسبان يسمونها بلانكا (Blanca). والفرد هو الدينار.